# Улица Академика Пилюгина
У́лица Акаде́мика Пилю́гина (название утверждено 16 декабря 1982 года) — улица расположена в Юго-Западном административном округе города Москвы на территории Ломоносовского и Обручевского районов. Пролегает между улицей Гарибальди и Ленинским проспектом. Нумерация домов начинается от улицы Гарибальди.

## Происхождение названия
Названа в 1982 году в память об академике Н. А. Пилюгине (1908—1982), руководителе разработки систем управления ракет-носителей для искусственных спутников Земли и космических кораблей.

## Расположение
В отличие от большинства улиц Юго-Запада Москвы, которые имеют прямую трассу, улица Академика Пилюгина значительно искривлена. Она отходит от улицы Гарибальди перпендикулярно ей на юго-запад, плавно изгибаясь на юг. На этом участке между полосами движения противоположных направлений проходит разделительная полоса газона, а параллельно улице (восточнее) проходит улица Архитектора Власова. У восточного входа в Воронцовский парк организована транспортная развязка с улицей Архитектора Власова, после которой улица Академика Пилюгина резко поворачивает на запад и идёт вдоль северной границы парка, затем поворачивает на север-северо-запад, проходит мимо северного входа в парк и дальше идёт строго на северо-запад до Ленинского проспекта, за которым начинается Улица Кравченко. В начале улицы перед оградой парка находится памятник Николаю Пилюгину, установленный к 100-летию академика.

## Здания и сооружения
По нечётной стороне:
- № 1 — Храм Троицы Живоначальной в Воронцове
- в конце улицы расположен комплекс зданий Консульско-правового отдела ФРГ и Немецкого культурного центра имени Гёте (формально находится по адресу Ленинский проспект, д. 95а)

По чётной стороне:
- № 2 — новая сцена Учебного театра ГИТИС.
- № 8, корп. 1 — жилой дом. Здесь жил лингвист Николай Шанский[4]
- № 10 — Мегацентр «Италия»
- № 12, корп. 1 — жилой дом. Здесь жила геолог Галина Голодковская[5].
- № 14, корп. 2 — жилой дом. Отличается по своей архитектуре от соседних домов, будучи единственным домом с архитектурой КОПЭ-87 (Широкий шаг).
- № 14, корп. 3 — жилой дом. В здании располагалось посольство Чада (кв. 895—896)
- № 16, корп. 1 — ЕИРЦ Ломоносовского района

## Транспорт
- По улице проходят автобусы 111, 616 (был под номером 666).